# Владимиров, Иван Владимирович
Владимиров Иван Владимирович (27 июня 1911, дер. Люботово, Новгородская губерния — 3 марта 1958, Устюжна, Вологодская область) — командир расчёта 45-мм орудия истребительно-противотанковой батареи 1080-го стрелкового полка 310 стрелковой Новгородской дивизии, ефрейтор — на момент представления к награждению орденом Славы 1-й степени.

## Биография
Родился 27 июня 1911 года в деревне Люботово (ныне — в Устюженском районе Вологодской области). Окончил 5 классов. В 1935 году, после службы в армии, поступил на работу в органы милиции. Работал в городе Устюжна сначала милиционером, затем участковым.
20 августа 1942 года Устюженским РВК Вологодской области призван в Красную Армию. В боях Великой Отечественной войны с 20 сентября 1942 года. Боевой путь начал на Волховском фронте. Всю войну прошёл в составе 1080-го стрелкового полка 310-й стрелковой дивизии.
15 марта 1943 года легко ранен.
Член ВКП(б) с 1944 года.

21 июня 1944 года при прорыве финской обороны и форсировании реки Яндеба в районе д. Бордовская Лодейнопольского района Ленинградской области, красноармеец Владимиров, вслед за стрелковыми подразделениями бросился в воду, перетаскивал свою пушку по каменистому дну реки и огнём с прямой наводки подавил огонь трех пулеметных точек врага, чем вынудил финнов покинуть линию обороны. Продолжая преследовать противника в боевых порядках батальона силами своего расчета вытаскивал пушку из траншей, болот и огнём с открытых огневых позиций разбивал огневые точки опорных пунктов противника, чем обеспечил продвижение вперед наших подразделений.
Приказом по 310 стрелковой Новгородской дивизии Карельского Фронта от 4 июля 1944 года красноармеец Владимиров Иван Владимирович, наводчик истребительно-противотанковой батареи 45 мм пушек 1080 стрелкового полка, награждён орденом Славы 3-й степени.

С 10 по 16 июля 1944 года красноармеец Владимиров в боях с белофиннами юго-восточнее станции Лоймала Карело-Финской ССР, в результате точной наводки, огнём 45 мм пушки уничтожил три огневых точки противника и до 20 финнов, обеспечив успех наступающим стрелковым подразделениям.
Приказом войскам 7-й Армии Карельского Фронта от 28 августа 1944 года красноармеец Владимиров Иван Владимирович награждён орденом Славы 2-й степени.
26 марта 1945 года в бою за город Гдыня расчёт ефрейтора Владимирова подбил штурмовое орудие, подавил 2 пулемёта противника, чем способствовал успешному продвижению нашего стрелкового подразделения. В этом бою командир орудия получил тяжёлое ранение, долго лечился в госпитале.
Указом Президиума Верховного Совета СССР от 15 мая 1946 года за исключительное мужество, отвагу и бесстрашие в боях с вражескими захватчиками ефрейтор Владимиров Иван Владимирович награждён орденом Славы 1-й степени. Стал полным кавалером ордена Славы.
В 1945 году был комиссован по ранению. Вернулся на родину. Трудился конюхом в родном колхозе «Красная Звезда», затем сапожником в городе Устюжна. Раны, полученные в боях, подорвали здоровье фронтовика. Умер 3 марта 1958 года (по другим данным — в 1959 году). Похоронен на Васильевском кладбище в городе Устюжна.
Награждён орденами Славы 3-х степеней, медалями.